# Arboleas
Arboleas – gmina w Hiszpanii, w prowincji Almería, w Andaluzji, o powierzchni 66,05 km². W 2011 roku gmina liczyła 4990 mieszkańców.